# Raimund von Antiochia
Raimund von Antiochia (* um 1195, † 1213 in Tortosa) war der älteste Sohn des Fürsten Bohemund IV. von Antiochia († 1233) und der Plaisance von Gibelet.
Der achtzehnjährige Raimund wurde 1213 in der Kathedrale von Tortosa (heute Tartus) von Assassinen ermordet. Die Tatumstände und das Mordmotiv sind unbekannt. Eine Verwicklung des Hospitaliterordens, der mit dem Vater des Opfers verfeindet war, blieben in zeitgenössischen Überlieferungen Spekulation.
In Vergeltung belagerte Fürst Bohemund IV. im Jahr darauf im Verbund mit den Templern die etwa zwanzig Kilometer nordöstlich von Tortosa gelegene Assassinenburg Khawabi (qalaʿat al-Ḫawābī), musste sich von dieser allerdings wieder zurückziehen, nachdem die Ayyubidenfürsten az-Zahir von Aleppo und al-Adil von Damaskus mit Truppen zur Unterstützung der Assassinen herangezogen waren.